# 蒸汽
蒸汽（Steam）是將液態水加熱至沸騰後形成的氣態水。蒸汽是不可見的，而日常可見的「蒸汽」是「溼蒸汽」（Wet steam），為水蒸氣與其冷凝而成的薄霧或氣膠的混合物。在低气压地区，例如高空，高山顶端，水的沸点要比日常所知的100摄氏度低。持续加热就会产生过热蒸汽。 
蒸汽通常應用於物理化學和工業中，例如蒸汽发动机。

## 蒸汽乾燥度
蒸汽乾燥度（也稱蒸汽的品質，英文：dryness fraction of steam; quality of steam），蒸汽中乾飽和蒸汽質量所佔百分比，即為蒸汽的品質。又稱乾度。通常用x表示。例如，在固定壓力下，對 1kg的飽和水繼續加熱，飽和水在溫度不變下，開始蒸發為蒸汽，已被蒸發的蒸汽與尚未被蒸發的水同時存在於同一壓力與溫度下。過程中，如果被蒸發的蒸汽為 0.8kg，而尚未被蒸發的水為 0.2kg，可說明此刻的蒸汽乾燥度為80%，或者說乾燥度為0.8。過熱蒸汽乾燥度為1。
例如，水的起始飽和蒸汽乾度為50%，當加入微量的熱時，假設水的壓力維持一定，水也維持飽和，水的蒸汽乾度將會提升，水溫會維持不變。或一飽和液體其蒸汽乾度為0%。假設壓力維持不變，加入少量的熱，將會使液體蒸發。或一水與蒸汽混合物其蒸汽乾度為95%，如果壓力維持不變，在混合物內加入熱，混合物的溫度將會維持不變，混合物的蒸汽乾度將會增加。

## 未飽和蒸汽
未飽和蒸汽（英文：Unsaturated steam），水在蒸發時，分子不斷地從水裏飛出而形成蒸汽，與此同時，也有些分子從蒸汽中返回水裏。在恆溫下，如果單位時間內，返回水裏的分子數小於飛出到蒸汽中的分子數，則蒸汽的壓力還可以繼續增加，蒸發繼續進行著，蒸發與凝結還未達到一個平衡狀態，這時的蒸汽稱為「未飽和蒸汽」。一般熟知的過熱蒸汽就是屬於未飽和蒸汽。

## 飽和蒸汽
溼飽和蒸汽與乾飽和蒸汽，統稱為飽和蒸汽。不過，一般稱溼飽和蒸汽（英文：Wet saturated steam）為溼蒸汽（英文：Wet steam）。稱乾飽和蒸汽為「飽和蒸汽」。乾飽和蒸汽屬於乾蒸汽，但乾蒸汽不見得是乾飽和蒸汽。例如，過熱蒸汽是乾蒸汽，但是屬於未飽和蒸汽。蒸汽與水達到lmo平衡。

## 乾飽和蒸汽
乾飽和蒸汽（英文：Dry saturated steam），乾飽和蒸汽是對飽和蒸汽繼續加熱，直到不再含有任何液態水分的階段(當下)，稱為「乾飽和蒸汽」。與乾蒸汽（英文：Dry steam）不同，蒸汽不論飽和與否，只要不含有任何液態水分皆稱為「乾蒸汽」。例如，過熱蒸汽是乾蒸汽，屬於未飽和蒸汽，非乾飽和蒸汽。

## 溼飽和蒸汽
溼飽和蒸汽（英文：Wet saturated steam），在固定壓力下，對飽和水繼續加熱，飽和水在溫度不變下，開始蒸發為蒸汽，已被蒸發的蒸汽與尚未被蒸發的水同時存在於同一壓力下。此時的蒸汽稱為「溼飽和蒸汽」。不過一般稱溼飽和蒸汽為溼蒸汽（英文：Wet steam）。

## 乾蒸汽
乾蒸汽（英文：Dry steam），蒸汽中不含有任何水分稱為「乾蒸汽」。與另一乾飽和蒸汽（英文：Dry saturated steam）不同的是，乾飽和蒸汽是對飽和蒸汽繼續加熱，使之不再含有任何水分，稱為「乾飽和蒸汽」。另外，過熱蒸汽是乾蒸汽，屬於未飽和蒸汽，非乾飽和蒸汽。

## 過熱蒸汽
過熱蒸汽（英文：Superheated steam），把飽和蒸汽繼續加熱，其溫度將會升高，並超過該壓力下的沸點。這種情形稱為過熱蒸汽。是屬於未飽和蒸汽。例如，水在 3 Kg/cm2壓力下，其飽和溫度(即沸點)為 132.88°C ，若該壓力不變下，繼續加熱，蒸汽溫度勢必超過 132.88°C ，此時的蒸汽稱為過熱蒸汽。

## 過飽和蒸汽
過飽和蒸汽（英文：Supersaturated steam），是指蒸汽超過該溫度下的飽和壓力，而不發生相變的現象。該蒸汽稱為過飽和蒸汽。例如，20°C下的飽和蒸汽壓為0.0238 Kg/cm2 ，如果該溫度下的蒸汽壓超過0.0238 Kg/cm2 ，而不發生凝結的現象，此時的蒸汽就是過飽和蒸汽。但是不穩定。
由於過飽和蒸汽的壓力從飽和蒸汽表來看，所對應的飽和溫度是高於目前本身的溫度，所以過飽和蒸汽也叫做過冷蒸汽（英文：Supercooled  steam），而與此相反，過熱蒸汽則為未飽和蒸汽。